# Järvsöbacken
Järvsöbacken är en skidanläggning i Järvsö församling i Ljusdals kommun. 
Skidanläggningen är belägen på berget Öjeberget som höjer sig 370 meter över havet. Berget ger en god utsikt österut över orten Järvsö som ligger i dalgången bland flera höjder vid älven Ljusnan. Järvsöbacken ligger cirka en mil söder om Ljusdal längs riksväg 83, som även är kallad Tidernas väg. Skidanläggningen erbjuder varierad åkning med allt från "svarta" branta backar till stora hopp och bra barnområden. Järvsöbacken har särskilt satsat på barnfamiljerna och har säsongen 2018/2019 två barnområden, det stora barnområdet finns på den norra sidan av berget och vid Bergshotellet på den södra sidan finns både knapplift och rullband för de minsta skid- och snowboardåkarna.
Järvsöbacken är en av Sveriges största skidanläggningar med cirka 296 000 skiddagar (rekordsäsongen 2024/2025).
Järvsöbacken har totalt 23 nedfarter, 9 liftar och 5 rullband. Under hösten 2023 öppnades en ny 6-stols Expresslift på norra sidan av berget. Investeringen var Järvsöbackens största genom tiderna.
Under sommarhalvåret (mitten på maj till början på november) nyttjas det södra skidområdet av Järvsö Bergscykel Park (JBP) för Downhillcykling. JBP räknas som den, tillsammans med Åre, största anläggningen för downhill i Sverige med ca 32.000 cykeldagar (2020).